# 1966年11月12日の日食

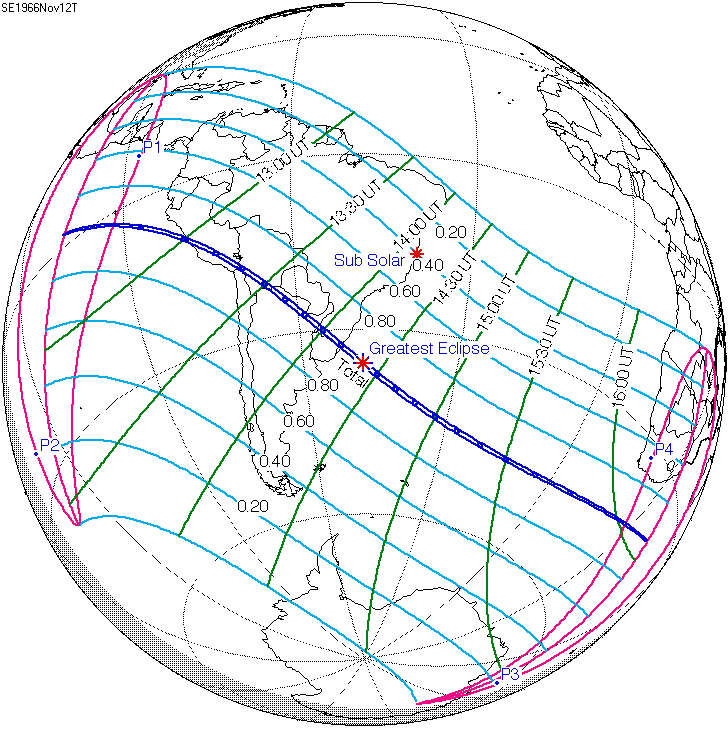

1966年11月12日の日食は、1966年11月12日に観測された日食である。ペルー、チリ、ボリビア、アルゼンチン、パラグアイ、ブラジルで皆既日食が観測され、ラテンアメリカの大部分、アフリカ南部及び以上の地域の周辺の一部で部分日食が観測された。各国の科学者は南アメリカで皆既日食を観測し、宇宙船ジェミニ12号の搭乗員も宇宙で日食を撮影した。

## 通過した地域
皆既帯が通過した、皆既日食が見えた地域はペルー南部、チリ北東端の小さい部分、ボリビア南西部、アルゼンチン北部、パラグアイ南西部のごく小さい部分、ブラジル南部だった。
また、皆既日食が見えなくても、部分日食が見えた地域はラテンアメリカの大部分（メキシコ北西部を除く）、アメリカ南東部、西アフリカ南西部、中部アフリカ南部、南部アフリカ全部、東アフリカ南西部、南極大陸のうち大西洋により近い約半分だった。

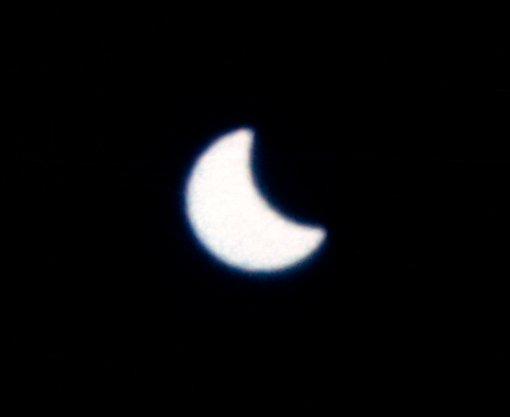
ジェミニ12号の乗員が宇宙で撮影した部分日食

## 観測
各国からの約300人の科学者は南アメリカでこの皆既日食を観測した。飛行機に乗り、月の本影の移動経路を沿って東へ大西洋上空まで行った人もおり、観測ロケットを発射し、風と温度の変化を記録し、X線観測をした人もいた。また、アメリカ宇宙船ジェミニ12号の搭乗員ジム・ラヴェルとバズ・オルドリンも宇宙で日食を撮影した。発射は予定より2日間遅れたが、飛行計画を調整した後、撮影は成功した。